# Soun-Gui Kim
Soun-Gui Kim (koreanisch 김순기; * 1946 in Buyeo, Südkorea) ist eine koreanische Medienkünstlerin. Seit den 1970er Jahren lebt und arbeitet sie in Frankreich, wo sie sich vor allem mit Video- und Multimediakunst beschäftigt.

## Werdegang
Kim wurde 1946 in Buyeon, Südkorea geboren und absolvierte ihr Kunststudium (Fachbereich Kunst) an der Seoul National University. 1971 erhielt sie ein Stipendium des Centre Artistique de Recontre International als Gastkünstlerin und lebt und arbeitet seither in Frankreich.
Zwischen 1974 und 2000 lehrte sie an der École Nationale d’Art Décoratif in Nizza sowie an der École Supérieure des Beaux-Arts in Marseille. Als Gastprofessorin wurde sie des Weiteren an die Hochschule für Bildende Künste Hamburg (1985) und die École Nationale Supérieure d’Art Dijon berufen.
Während Kim sich zu Beginn erst mit der Dekonstruktion der Malerei und der Verknüpfung von Philosophie, Kunst und Technologie beschäftigte, geht es in ihrer Kunst seit den späten 1980er Jahren vor allem um Fragen, die mit der Ausbreitung des globalen Kapitalismus und den strukturellen Veränderungen der Gesellschaft durch das Internet zusammenhängen. Dabei steht sie im intensiven Diskurs mit den Philosophen Jacques Derrida und Jean-Luc Nancy.

## Werke
Seit den 1980er Jahren beschäftigt sich die Künstlerin zunehmend mit Video- und Medienkunst. Dabei konzipiert sie experimentelle Performances, Videoarbeiten und konzeptuelle Arbeiten. So besteht eine enge Zusammenarbeit und ein internationaler Austausch mit renommierten Videokünstlern und -künstlerinnen wie Nam June Paik, Ko Nakajima, Ira Schneider, Frank Gillette und John Cage.

## Ausstellungen

### Einzelausstellungen (Auswahl)
- 2019: »Lazy Clouds – Soun Gui Kim«, National Museum of Modern & Contemporary Art (MMCA), Seoul
- 2013: »Beating the market, Soun-Gui Kim in dialogue with Cage, Derrida, and Nancy«, presented by Jean-Michel Rabaté & Aaron Levy, Slought Foundation, Philadelphia
- 2001: P.A.P., Galerie Lara Vincy, Paris
- 2000: »Stock Exchange II«, Art Sonje Center, Seoul
- 1996: »Station O Time«, Interactive multimedia installation, Korean Institute of Industrial Technology, Cheonan, Korea
- 1991: »O Time«, Musée d’Art Moderne et d’Art Contemporain de Nice, Nizza
- 1988: Soun-Gui Kim, Galerie Donguy, Paris
- 1983: »Bonjour Paik Nam-June II«, Performance mit Paik Nam June, Paris
- 1975: »Soun-Gui Kim«, American Cultural Center, Seoul

### Gruppenausstellungen (Auswahl)
- 2021: »Another Energy: Power to Continue Challenging – 16 Women Artists from around the World«, Mori Art Museum, Tokyo
- 2010: »Media City Seoul 2010«, Seoul History Museum, Seoul
- 2007: »Hommage to Paik Nam June: Memories of Wuppertal«, MMCA, Gwacheon
- 1999: »Sarajevo 2000«, Contemporary Art Museum of Sarajevo, Sarajevo, Yugoslavia
- 1987: Festival »Ars Electronica«, präsentiert von Daniel Charles, Linz
- 1986: »Video & Multimedia/Soun-Gui Kim et Ses Invités«, Vieille Charité, Marseille
- 1982: Festival »Infermental II«, Hamburg